# Lance Armstrong
Lance Edward Armstrong, ursprungligen Gunderson, född 18 september 1971 i Plano, Texas, är en amerikansk före detta tävlingscyklist.
Innan dopingskandalen ansågs Lance Armstrong ha varit den ende cyklist som vunnit Tour de France sju gånger, mellan åren 1999 och 2005. Hösten 2012 meddelade USADA emellertid att han skulle fråntas alla titlar från 1998 och framåt efter att han valde att inte bestrida USADA:s anklagelser om dopning. Detta beslut fastställdes i oktober 2012 av Internationella cykelförbundet (UCI). De beslutade också att inga nya segrare skulle utses. I början av 2013 erkände Lance Armstrong dopning under en intervju med Oprah Winfrey. Han har varken vunnit eller fråntagits några segrar i Giro d'Italia eller Spanien runt. 
Armstrong medverkade i filmerna Dodgeball: A True Underdog Story och Du, jag och Dupree i rollen som sig själv.
Lance Armstrong har med Kristin Richard sonen Luke och tvillingarna Isabelle och Grace och med Anna Hansen sonen Max och dottern Olivia.

## Karriär
Redan som 13-åring vann Lance Armstrong triathlontävlingen Iron Kids Triathlon och det var också som triatlet som Armstrong började sin idrottskarriär. Armstrong var rankad etta år 1987–1988 års Tri-Fed, senare USA Triathlon, i åldersgruppen under 19. Chann McRae, som senare blev Armstrongs stallkamrat i US Postal Service var rankad som andra man. Efter att ha börjat sin karriär som professionell triatlet som sextonåring valde Armstrong att bli professionell cyklist fem år senare med det amerikanska stallet Motorola. Han körde under större delen av sin karriär på samma sorts sadel, San Marco. 
Armstrong stannade hos Motorola till slutet av 1996 då stallet lade ned. Armstrong blev amerikansk amatörmästare 1991 och året därpå slutade han på fjortonde plats i sitt första Olympiska sommarspel. Ett år senare, 1993, vann han proffsens världsmästerskap i linjelopp i ett regnigt Oslo. Han blev då den yngste cyklisten genom tiderna att ha vunnit ett världsmästerskap. Under säsongen 1993 blev Lance Armstrong rankad som etta i världen och han vann sammanlagt tio endagslopp och etapplopp. Han tog också sin första etappseger i Tour de France det året.
Säsongen 1994 var inte lika vinstrik för Armstrong, men han vann den amerikanska tävlingen Thrift Drug Classic och slutade tvåa i Tour Du Pont. I Europa slutade han tvåa på Clásica de San Sebastián och Liège-Bastogne-Liège. Han vann senare Clásica de San Sebastián under säsongen 1995. Han vann också Tour Du Pont och tog flera segrar i USA och i Europa.
År 1996 vann Armstrong La Flèche Wallonne. Han tog också flera mindre segrar under året. Under de Olympiska sommarspelen 1996 i Atlanta slutade han på tolfte plats i linjeloppet.
Armstrong låg högt upp på rankinglistorna under 1996 och hade precis skrivit på ett lukrativt kontrakt med det franska stallet Cofidis för kommande år när han i oktober 1996 diagnostiserades med testikelcancer; cancern hade spridit sig till lungorna, magen och hjärnan. Armstrong fick hjärntumören bortopererad och genomgick även annan behandling.
Lance Armstrong lyckades därefter komma tillbaka till sin proffskarriär starkare än någonsin. Före sin cancerbehandling hade Armstrong vunnit två etapper på Tour de France, den åttonde etappen under 1993 års upplaga och etapp 18 år 1995, en seger som han tillägnade stallkamraten Fabio Casartelli, som kraschade och avled under etapp 15. Armstrong körde några etapper på Tour de France 1996, men lämnade tävlingen efter några etapper då han kände sig sjuk.

### Tour de France 1999–2005
Armstrongs comeback kom 1998 när han slutade på fjärde plats i Spanien runt. Året efter vann han Tour de France, en seger han fråntogs 13 år senare på grund av dopningskandalen. Schweizaren Alex Zülle cyklade in 7 minuter och 27 sekunder bakom Armstrong. I och med att Jan Ullrich och Marco Pantani inte deltog i tävling på grund av skador och dopningsrykten cyklade Armstrong in som förste man i Tour de France även år 2000, en seger han senare fråntogs. 
Under säsongen 1999 slutade Lance Armstrong tvåa på Amstel Gold Race bakom Michael Boogerd. Två år senare slutade han på andra plats bakom Erik Dekker och 2002 slutade han på fjärde plats i tävlingen när Fassa Bortolo, Michele Bartoli och stallkamraten Sergej Ivanov visade sig vara för starka för amerikanen. Michael Boogerd slutade trea i loppet.
Jan Ullrich var tillbaka inför Tour de France 2000 efter skadebekymmer och han var ute efter sin andra seger i loppet, liksom Lance Armstrong. Under sex år skulle amerikanen och tysken fortsätta vara rivaler i Grand Tour-sammanhang. Det var Armstrong, som tog hem Tour de France 2000 med 6 minuter och 2 sekunders försprång mot Ullrich. Armstrong vann en etapp under loppet, ett tempolopp. År 2000 gav Armstrong också ut sin första självbiografi, It's Not About the Bike - My Journey Back to Life, som handlar om hans sjukdomstid och hur han kom tillbaka till cykelvärlden som vinnare av Tour de France. Hans andra självbiografi Every Second Counts kom ut 2003 och handlar om hans liv efter cancern och livet som segrare i Tour de France. Efter att Armstrong hade överlevt testikelcancern startade han Lance Armstrong Foundation, som arbetar med forskning mot cancer. Samtidigt som organisationen startade mötte Armstrong sin blivande fru Kristin och tillsammans fick de tre barn. Paret gick skilda vägar under 2003.
Även under säsongen 2001 vann Armstrong över Ullrich i Tour de France. I Tour de France 2002 deltog inte Ullrich utan Armstrong vann tävlingen med sju minuter över spanjoren Joseba Beloki.

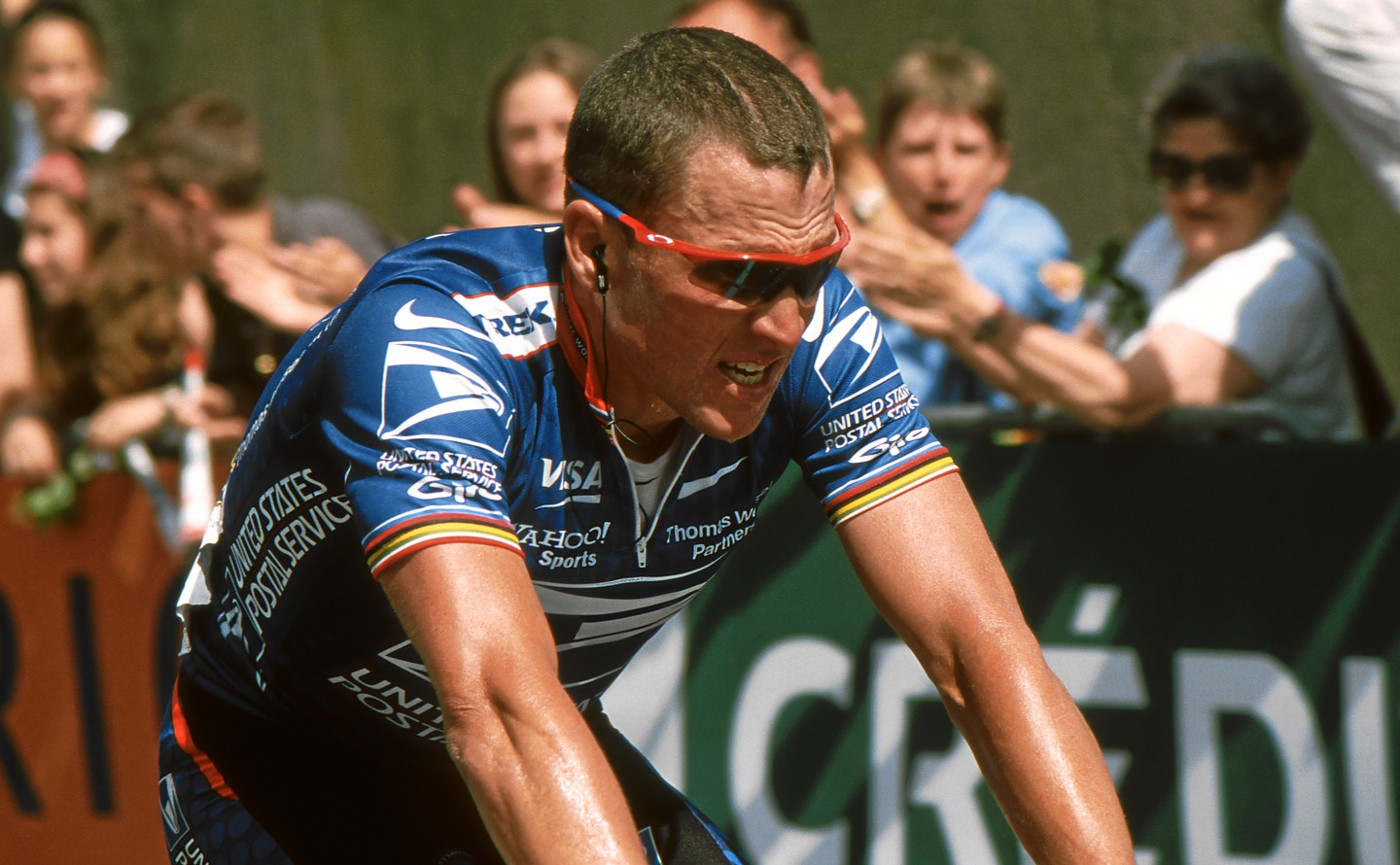
Lance Armstrong körde Grand Prix du Midi Libre 2002.

Under Tour de France 2003, samma år som tävlingen fyllde 100 år, blev Armstrong den femte personen i loppets historia att vinna fem Tour de France och han hamnade i historieböckerna med Jacques Anquetil, Eddy Merckx, Bernard Hinault och Miguel Indurain. Att vinna tävlingen det året visade sig dock inte vara lika lätt som under tidigare år, men efter en hård kamp mot en pånyttfödd Jan Ullrich samt bland andra Joseba Beloki och Aleksandr Vinokurov fick amerikanen kliva högst upp på pallen vid Triumfbågen som segrare av fem raka Tour de France. 1 minut och 1 sekund var Armstrongs försprång till Ullrich vid målgången i Paris.
Armstrong vann även Tour de France 2004, 6 minuter och 19 sekunder framför tysken Andreas Klöden. Ullrich slutade fyra, ytterligare två minuter och 31 sekunder bakom amerikanen. Armstrong vann fem etapper under tävlingen, plus ett lagtempolopp. Han blev den förste sedan Gino Bartali 1948, att vinna tre raka bergsetapper under tävlingen. På etapp 16, ett bergstempolopp uppför Alpe d'Huez, vann amerikanen genom att cykla ikapp Ivan Basso, som hade startat två minuter före amerikanen. På bergstempoloppet uppför Alpe d'Huez satte han även en av de snabbaste tiderna, som någonsin registrerats uppför stigningen. Han vann etapperna 13 och 15 framför Basso, och på etapp 17 vann han före Klöden. Han vann också etapp 16 och 19 för att kunna slå sitt personliga rekord genom att ta fem etappvinster under samma Tour de France-tävling.
Armstrong vann Tour de France 2005, sitt sista, framför italienaren Ivan Basso med fyra minuter och 40 sekunder. Under detta års Tour de France erövrade han den gula ledartröjan på den fjärde etappen, men tappade den under en dag till tysken Jens Voigt. Han bar den senare hela vägen till Paris. Armstrongs stall US Postal Service vann lagtempoloppet under tävlingen medan Armstrong själv vann etapp 15, trots att han tidigare under etappen hade vurpat i uppförsåkningen när han fastnade i en åskådares väska. Ullrich väntade sportsmannamässigt på Armstrong efter olyckan och Armstrong kunde ta hem etappsegern.
Armstrong lade av som tävlingscyklist efter Tour de France 2005, vilket också blev hans sista seger. Han slutade tvåa på det första tempoloppet, etapp 1, efter landsmannen David Zabriskie. Det trots att Armstrong hade passerat Jan Ullrich under etappen. Hans stall Discovery Channel vann lagtempoetappen 2 sekunder före Team CSC sedan Team CSC:s David Zabriskie vurpat med den gula ledartröjan på slutet av loppet. Armstrong vann senare det sista tempoloppet och korsade mållinjen på Champs-Élysées som segrare av sju raka segrar i Tour de France. Han vann tävlingen 4 minuter och 40 sekunder före Ivan Basso. Jan Ullrich slutade på tredje plats 6 minuter och 21 sekunder bakom Armstrong. Utöver sina sju raka segrar vann Armstrong 22 individuella etapper, 11 tempolopp och hans stall vann lagtempoetappen vid tre tillfällen.

### Paus från cyklingen
Lance Armstrong meddelade den 24 juli 2005 att han skulle avsluta cykelkarriären efter sin sjunde och sista seger i Tour de France. Tidigare samma år hade han vunnit poängtävlingen i Critérium du Dauphiné Libéré.
Armstrong sprang år 2006 New York City Marathon på tiden 2.59.36. Året därpå avslutade han samma lopp på tiden 2.46.43.

### Comeback
I september 2008 beslutade sig Armstrong för att återvända till cykelsporten. Hans skäl var för att lyfta fram och därmed väcka folks uppmärksamhet kring sjukdomen cancer. Armstrong kontrakterades av Astana Team, som leddes av Johan Bruyneel, Armstrongs lagledare under alla hans segrar i Tour de France. Säsongen började i januari när han cyklade Tour Down Under i Australien, där han placerade sig som 29:e man i slutställningen.
Armstrong skulle köra 2009 års Giro d'Italia i maj månad och han började bygga upp sin form, men bröt nyckelbenet under Vuelta a Castilla y Leóns första etapp och vilket ledde till operation i USA och senare rehabilitering innan han kunde börja tävla igen.. Hans första prispallsplacering kom i början av maj när han slutade trea på ett tempolopp under Tour of the Gila bakom Levi Leipheimer och Tom Zirbel. Han slutade också tvåa på etapp 5 och slutade tvåa totalt i tävlingens slutställning.
Armstrong startade i Giro d'Italia men lyckades inte placera sig på prispallen under någon av etapperna eller i slutställningen. I stället valde han att satsa på att göra bra ifrån sig under 2009 års Tour de France där han slutade på en tredje plats. Inför Tour de France tog Armstrong, sedan återkomsten till proffslivet i januari, sin första seger när han vann den amerikanska endagstävlingen Nevada City Classic.
Den 21 juli 2009 meddelade Armstrong att han skulle delta i Tour de France 2010. Armstrong skulle bygga upp ett eget team och RadioShack blev huvudsponsor för stallet Team RadioShack. Den 16 februari 2011 meddelade Armstrong officiellt att hans karriär som cyklist är över för gott efter att han avslutat med ett lopp i Australien.

### Fälld för dopning och erkännande
I augusti 2012 fråntogs Armstrong sina Tour de France-titlar efter att ha befunnits skyldig till att ha använt prestationshöjande medel under sin karriär. Den amerikanska antidopningsbyrån Usada meddelade att Armstrong även skulle dömas till livslång avstängning från all idrott. Han hade då omgivits av dopingrykten i flera år men fortsatte att förneka alla former av dopning. Men i början av 2013 erkände han under en längre exklusiv intervju med Oprah Winfrey. I intervjun erkände han att han varit dopad under samtliga sju upplagor av Tour de France som han vann. Dock så förnekar han dopningsanklagelserna gällande hans Tour de France-deltagande år 2009 och 2010. Enligt USADA är blodproverna Armstrong lämnat 2009 och 2010 helt överensstämmande med blodmanipulering, inklusive EPO-användning, blodtransfusioner eller både och. I dokumentären "The World According to Lance Armstrong" sa advokaten Jeffrey Tillotson att han anser att de bevis han och hans team tagit fram visar att Armstrong använt prestationshöjande preparat ända sedan början av sin karriär.

## Fysisk kapacitet
Lance Armstrong var känd inom idrottsvärlden för sin närmast omänskliga fysik. Man har med hjälp av effektmätning sett att Armstrong under den cirka 40 min långa stigningen uppför Alpe d'Huez år 2004 producerade 6,6-7 W/kg eller cirka 465-500 Watt under bergstempoloppet. De bästa klättringsspecialisterna i Tour de France idag kan normalt prestera cirka 6 W/kg under den tidsintervallen. Detta är en stark indikation att Armstrong troligtvis använde otillåtna prestationshöjande preparat. Han är även känd för att använda sig av en mycket hög kadens, pedalvarv per minut, på cirka 100-110, då han körde maximalt. De flesta cyklister väljer ofta cirka 70-80 varv per minut uppför klättringar. Armstrong sas även vara oförmögen att dra på sig stora mängder mjölksyra (laktat) vid maxprestationer. Han hade oftast bara 6–7 mmol/l laktat i blodet efter en maxprestation jämfört med cirka 15–18 mmol/l för en normal elitidrottare. 

## Stall
- Motorola 1992–1996
- Cofidis 1997
- US Postal Service 1998–2004
- Discovery Channel Pro Cycling Team 2005
- Astana Team 2009
- Team RadioShack 2010–2011

## Utmärkelser
Asteroiden 12373 Lancearmstrong är uppkallad efter honom.